# 2-й український полк імені Павла Полуботка
Другий український імені гетьмана Павла Полуботка козацький полк — одне з перших українських військових формувань в російській армії в 1917 році.

## Зародження
У середині травня 1917 новобранці в Чернігові під впливом агітації самостійників Українського військового клубу імені гетьмана Павла Полуботка почали самочинно гуртуватися в окрему частину. Український генеральний військовий комітет, що саме тоді вів переговори з військовим командуванням і Тимчасовим урядом про українізацію трьох військових корпусів російської армії Південно-Західного фронту, вирішив відправити новобранців на фронт. Прибувши до Києва, чернігівчани поповнили на розподільчому пункті свої ряди мобілізованими новобранцями з інших місць і стали домагатися оголошення себе Другим українським полком ім. гетьмана П.Полуботка.

## Заколот
Відмовившись підкорятися вимозі УГВК про від'їзд на фронт, близько 5 тис. солдатів залишились у Києві. 18–19(5–6) липня 1917 року вони спробували захопити ключові пункти в Києві. Акція виявилася невдалою. Проти командного складу на чолі з прапорщиком Романенком (Ромашиним) і полкового комітету розпочалося судове слідство. Солдати в другій половині липня 1917 року (за старим стилем) були відправлені на фронт.
У результаті складних переговорів із військовим командуванням представники Української Центральної Ради домоглися офіційного присвоєння військовій частині вже на фронті назви «Другий український полк імені гетьмана Павла Полуботка».

## На фронті
26 липня (11 серпня) всі 16 маршових сотень (2447 козаків і 15 офіцерів) прибули в 156-ту дивізію 17-го армійського корпусу (за спогадами Вололимира Кедровського в 3-тю дивізію 6-го корпусу), де були прилучені до 621-го Немировського полку, який поніс значні втрати в останніх боях.
За свідченнями військовика полку Андрія Швеця, основою полку ім. Полуботка став сформований в Пермі явочним порядком український батальйон. Вже на фронті до батальйону долучилися рештки полку з Грушок, підрозділ влився до 9-го Інґерманландського полку 3-ї піхотної дивізії 17-го армійського корпусу, що тримав фронт під Берестечком.

## Після більшовицького перевороту
Восени полк отримав від Центральної Ради прапор і наказ, що підрозділ називається полком ім. Полуботка, також, згідно наказу, полуботківці відкликалися до Києва на захист Центральної Ради.
15 (28) листопада 1917 р. був виданий наказ № 1 по 1-й Сердюцькій дивізії. В ньому підполковник Ю. Капкан оголосив про свій вступ до виконання обов'язків начальника з'єднання. Також зазначалося, що до складу дивізії увійшли полки: 1-й Український Гетьмана Богдана Хмельницького, 2-й Український Гетьмана Павла Полуботько (так у тексті), 1-й Український запасний та 1-й Георгіївський запасний. Всі вони отримали нові назви. Полуботківський полк отримав назву «Сердюцький Гетьмана Павла Полуботько полк».
Полуботківці брали участь у розброєнні лояльних до більшовиків частин під час Листопадового повстання. Один з Куренів полуботківців був відправлений до Коростеня для наведення ладу, а 5 (18) січня 1918 року для охорони Києва з західного напрямку до Умані прибув 2-й курінь полку на чолі з сотником Шестопалом.

## Радянсько-українська війна
На початок наступу радянських підрозділів Сердюцький полк імені Полуботка належав до Київської залоги, чисельність становила 1200 багнетів.
15 (28) січня коменданту Коростеня надійшов наказ відправити скільки можна козаків у Київ. Курінь полуботківців приєднався до інших двох куренів підрозділу, що вже знаходилися в Києві, частина яких вже брала участь у придушенні виступу більшовиків. На момент повстання, в полуботківському полку налічувалося близько 800 бійців, безпосередньо в боях з більшовицькими повстанцями взяли участь приблизно 200 вояків підрозділу.
16-18 (29-31) січня полуботківці вели бої з більшовиками на Шулявці. Врешті-решт, після розгрому більшовицьких загонів, 50 полуботківців були перекинуті в якості підмоги на Поділ.А вже 20 січня (2 лютого) військовики полку долучилися до боїв за завод Арсенал. Всього за час придушення повстяння підрозділ втратив 70 вояків і на момент штурму Києва більшовиками в полку залишалося близько 130 бійців лояльних Центральній раді, які і взяли участь в обороні Києва.
Під час боїв за Київ, полуботківці взяли участь у боях з більшовицькими загонами в центрі міста і, так як до останнього боронили свої казарми поруч з Політехнічним Інститутом, стали останнім підрозділом, що покинув місто.
Після відступу з Києва, полуботківці попрямували до Василькова. В Василькові більшість полку демобілізувалася. Тi ж, хто залишився у Василькові, на початку березня долучилися до Запорізької бригади. 5 вояків полку, яки випадковим чином опинилися після відступу в Ігнатівці разом з іншими українськими підрозділами, долучились до Запорізької групи.
Вже в 1920 році колишні офіцери-полуботківці сотники Журба та Недай-Каша відродили Полуботківську формацію як 6-й курінь Низових Запорожців імені П.Полуботка 1-ї Запорізької дивізії.